# Aeropuerto Internacional Villa
El Aeropuerto Internacional Villa  (en divehi: ވިލާ ބައިނަލްއަޤުވާމީ ވައިގެބަނދަރު) (IATA: VAM, ICAO: VRMV) también conocido como aeropuerto de Maamigili, es el nombre que recibe un aeropuerto en el país asiático de Maldivas. Se encuentra en la isla de Maamigili en el atolón Alif Dhaal.
El aeropuerto fue desarrollado por el magnate de negocios de Maldivas Qasim Ibrahim, quien creció en Maamigili, como un proyecto de desarrollo de la infraestructura y las instalaciones de la isla. Desarrollado y operado por su compañía, Villa Group, el aeropuerto también abrió las instalaciones de transporte directo a dos de sus centros turísticos emblemáticos situados en las islas adyacentes.
La apertura del aeropuerto coincidió con la entrada de Villa en la industria de la aviación , la fundación de una nueva aerolínea Villa Air (que opera como Flyme), que funciona desde el aeropuerto.
El aeropuerto se abrió el 1 de octubre de 2011 como un aeropuerto nacional. En 2013, se actualizó a las normas internacionales.